# Retrato de Oopjen Coppit
Retrato de Oopjen Coppit (1611-1689) é uma pintura da idade de ouro Neerlandesa elaborada pelo pintor Rembrandt, pintada por ocasião do casamento de Oopjen Coppit com Marten Soolmans em 1634. É considerado um retrato pendente, e o retrato do seu marido foi incluído na compra efectuada em parceria entre o Louvre e o Rijksmuseum à família Rothschild em 2015. As pinturas foram vendidas em conjunto por 160.000.000 €

## Ver Também
- Retrato de Maerten Soolmans